# オオフラミンゴ
オオフラミンゴ（学名：Phoenicopterus roseus）は、フラミンゴ目フラミンゴ科に分類される鳥類の一種。
フラミンゴ科の鳥の中で最も広く分布している種である。別名はヨーロッパフラミンゴ。

## 分布
アフリカの一部、トルコを含む南西アジア、インド湾岸を含む南アジア、スペイン、キプロス、ポルトガル、フランスのカマルグ地方を含む南ヨーロッパなどで見ることができる。一部は渡りをし、繁殖の北限はしばしば変わる。1988年にはオーストラリア領のココス諸島で1羽が見つかっている。

## 形態
全長120-150cmで、フラミンゴの中でも大きな種である。
ほとんどの羽毛はピンクがかった白色だが、翼の雨覆羽が赤く、風切羽が黒い。くちばしはピンク色で先端だけが黒い。足は全体がピンクである。幼鳥の頃の羽毛は黒い。ガチョウのような声で鳴く。

## 生態
他のフラミンゴと同様に、この種も泥を盛り上げて作った巣の中に白亜の卵を一つ産む。ベニイロフラミンゴ、チリーフラミンゴと関係が深く、ベニイロフラミンゴのシノニムとして扱われることもある。
寿命が長く、飼育個体では44歳、野生個体では33歳まで生きた記録がある。また集合性が強く、最大のコロニーには20万のつがいがいた。

## ギャラリー

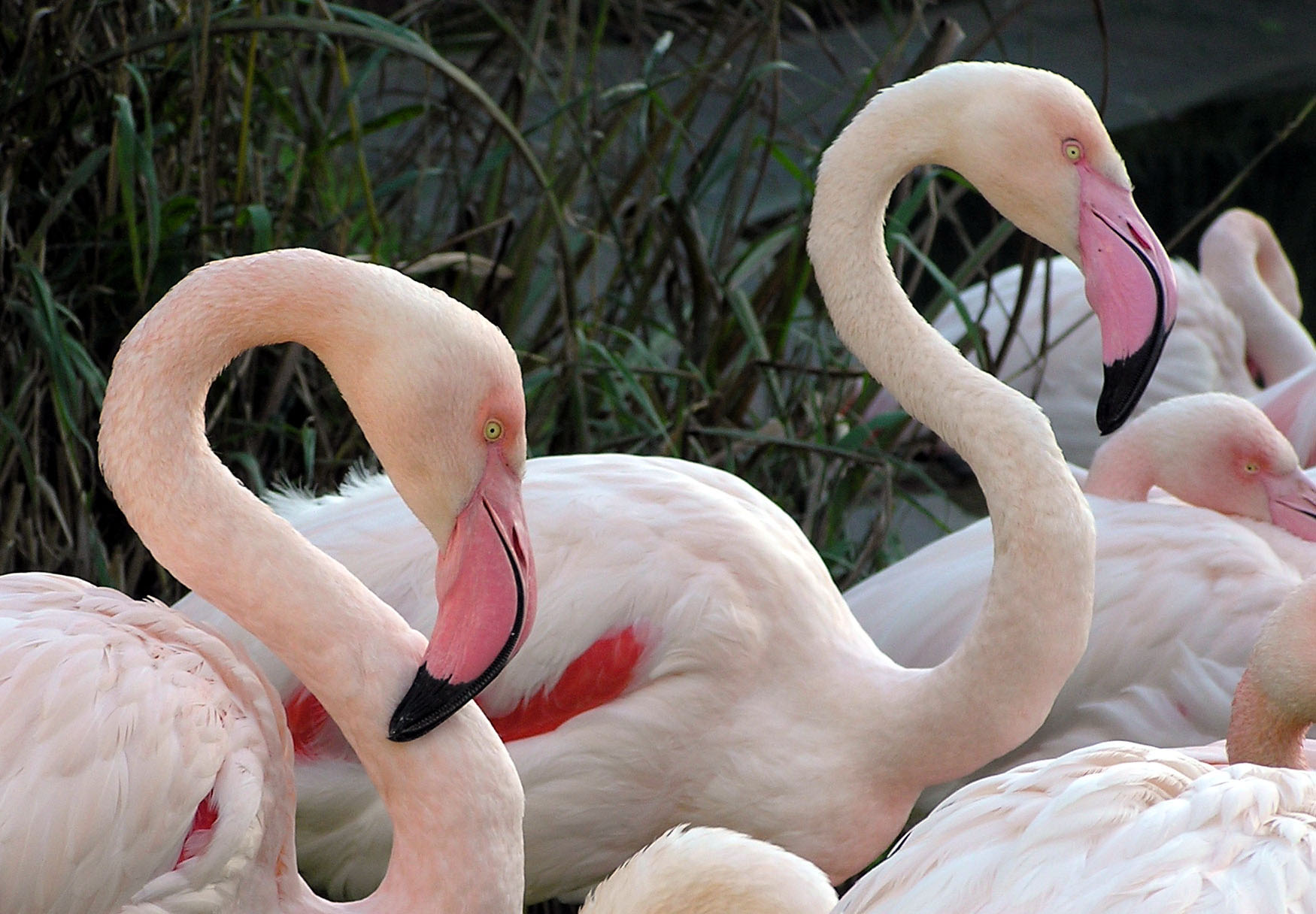
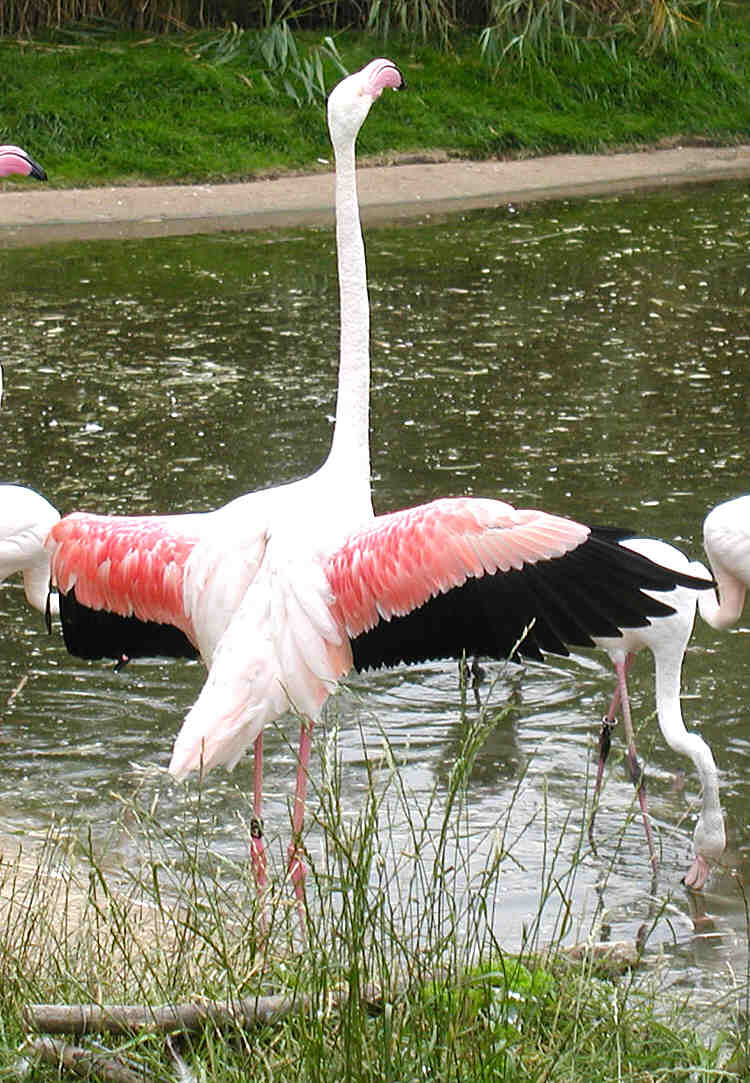